# Heterozius rotundifrons
Heterozius rotundifrons is een krabbensoort uit de familie van de Belliidae. De wetenschappelijke naam van de soort is voor het eerst geldig gepubliceerd in 1867 door A. Milne-Edwards.